# Venser Wallfahrtskapelle

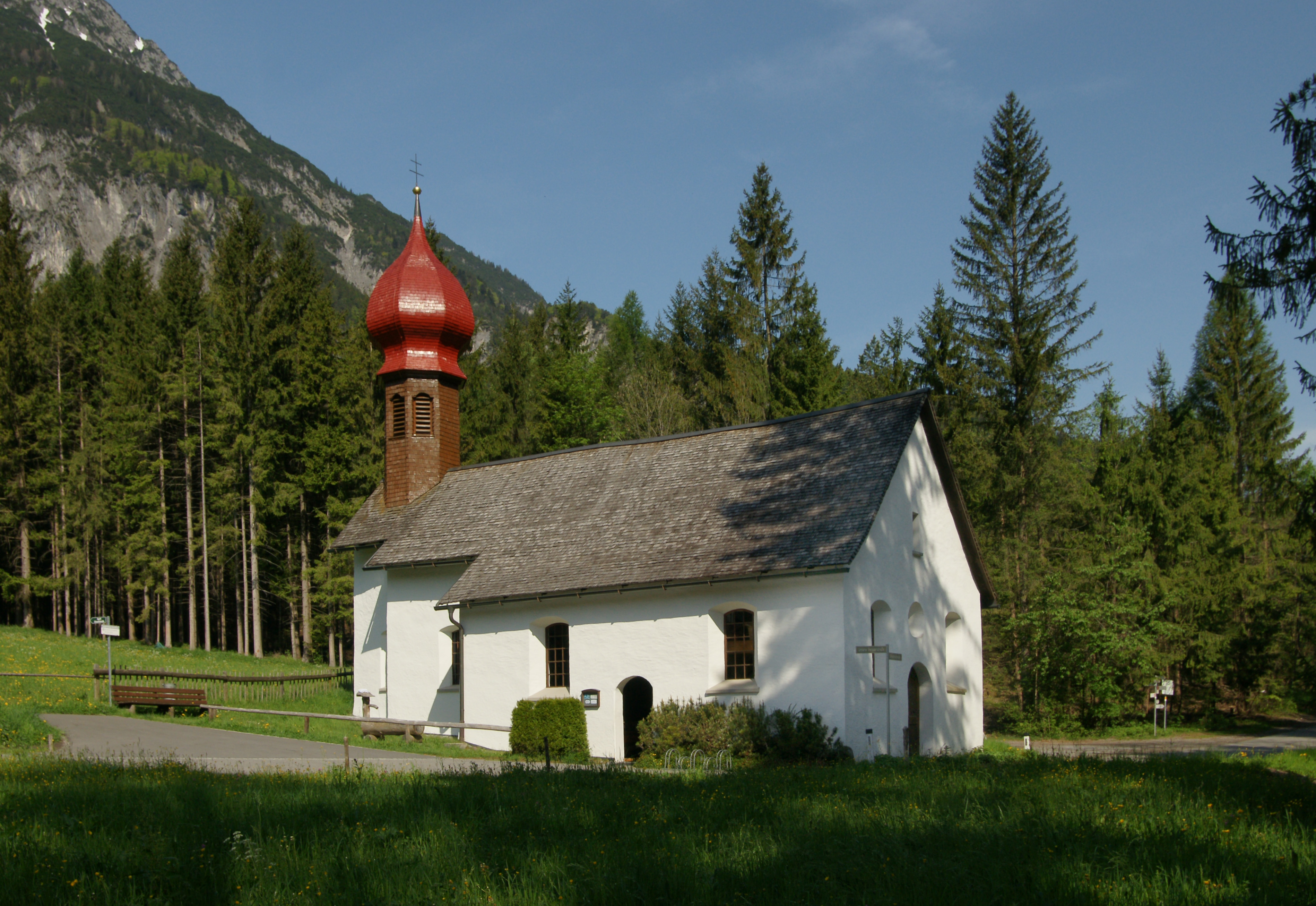
Wallfahrtskapelle

Die Wallfahrtskapelle Unsere Liebe Frau und Hl. Sebastian mit dem Marienbildnis Venser Bild ist eine römisch-katholische Kapelle im Ortsteil Vens in Vandans im Montafon.

## Lage
Die Kapelle steht auf einem Hügel neben dem Ladritscherbach im Außervens im Ortsteil Vens.

## Geschichte
Anna Planggin hat zu Ehren Unserer Lieben Frau und Hl. Sebastian eine Kapelle gestiftet, welche im Jahre 1613 erbaut wurde.

## Kapelle
Im Jahre 1697 wurde die Kapelle erweitert und 1722 entstand das heutige Langhaus mit Empore. Langhaus, Chor und Sakristei sind unter einem gemeinsamen Satteldach. Der achteckige Glockenturm mit Zwiebelhaube steht über der Sakristei. Im Jahre 1989 wurde eine umfassende Sanierung notwendig. In den Jahren 2013 und 2014 wurde das Kirchendach mit österreichischen Lerchenschindeln neu eingedeckt.
Der Hochaltar mit einem Aufbau mit zwei gedrehten Säulen und reichem Akanthusdekor und hohem Tabernakel mit Türen zur Sakristei um 1697 trägt eine Altarfigur Maria mit Kind aus der Zeit um 1700 und unter dem Tabernakel ein Relief Christus und die zwölf Apostel vom Anfang des 16. Jahrhunderts. Die Figur oben links stellt den hl. Antonius dar, die rechte den hl. Sebastian. Sie stammen aus der Zeit um 1630. In den Türen stehen links ein hl. Sebastian und rechts ein hl. Georg vom Anfang des 16. Jahrhunderts.
Über den Türen befinden sich zwei Bildtafeln mit der Darstellung von Mariä Verkündigung (links) und Mariä Heimsuchung (rechts).
Die Altarbilder der beiden Seitenaltäre stellen den hl. Sebastian (links) und den hl. Martin (rechts) dar.